# The Time of Our Lives (chanson)
Pour les articles homonymes, voir The Time of Our Lives.
Singles de Il Divo et Toni Braxton
Suddenly
(2006) Yesterday
(2009)
The Time of Our Lives est une chanson du groupe Il Divo et de la chanteuse Toni Braxton, sortie le 9 juin 2006. Cette chanson sert d'hymne de la coupe du monde de football de 2006. Le morceau a été écrit par Jörgen Elofsson et composé par Steve Mac. Ce titre, qui est interprété lors de l’ouverture et de la clôture de la cérémonie, font de ces artistes, les premiers interprètes à chanter lors des cérémonies d'ouverture et de clôture.

## Composition
The Time of Our Lives est une ballade du temps qui reste à vivre entre deux amoureux.

## Performance commerciale
La chanson parvient au 24e rang en Autriche et en Italie, à la 17e position en Allemagne, à la 16e place au Norvège, à la 8e position en Suisse et sérige à la 52e position au classement en Europe.

## Vidéoclip
Le vidéoclip de la chanson est réalisé par Nigel Dick. Il y démontre le groupe Il Divo chantant dans un stade, alternant tantôt avec des scènes ou Toni Braxton chante dans un grand écran tantôt avec des scènes de matchs de football.

## Pistes et formats
CD single Europe
1. The Time of Our Lives (Radio Edit) – 3:18
2. Isabel – 4:14

CD maxi single Europe
1. The Time of Our Lives (Radio Edit) – 3:18
2. Isabel – 4:14
3. The Time of Our Lives (original version) – 4:40
4. Heroe – 4:17
5. The Time of Our Lives (vidéo) - 5:07

## Classement hebdomadaire
| Chart (2006) | Peak position |
| ------------ | ------------- |
| Autriche     | 24            |
| Europe       | 52            |
| Allemagne    | 17            |
| Italie       | 24            |
| Norvège      | 16            |
| Suisse       | 8             |